# Jan Lindemans (geschiedschrijver)
Jan J.R.M. Lindemans (Opwijk, 2 juli 1888 – Brussel, 14 september 1963) was een docent, Germaanse filoloog en geschiedkundige.

## Levensloop
Jan was de zoon van Louis Lindemans en jonkvrouw Constance de Waepenaert de Kerrebrouck. Hij studeerde Germaanse filologie aan de KU Leuven van 1905 tot 1909. Vervolgens promoveerde hij aan zijn alma mater tot doctor met het proefschrift "Het Natuurgevoel bij Vondel". Hij was ook een autodidact geschiedkundige. In 1919 werd hij benoemd tot directeur van het Rijkshoger Normaal Instituut voor Landbouwhuishoudkunde in Laken. Naast zijn directiefunctie was hij docent opvoedkunde en methodologie. Hij vervolmaakte zich met een drie maand durende opleiding in de Verenigde Staten in 1920 en werd door het KB van 17 november 1920 benoemd tot docent wijsbegeerte en methodenleer aan de dat jaar opgerichte Rijkslandbouwhogeschool van Gent. In de zomer van 1953 werd hij er tot het emeritaat toegelaten. De Rijkslandbouwhogeschool ging per 1 oktober 1969 als Faculteit Landbouwwetenschappen op in de Rijksuniversiteit te Gent.
Hij zetelde van 1919 tot 1923 in de Verbeteringsraad voor het Landbouwonderwijs, van 1921 tot 1950 in de Nationale Commissie voor de verfraaiing van het Landleven, werd briefwisselend lid van de Koninklijke Commissie voor Toponymie en Dialectologie in 1926 en werkend lid vanaf 25 januari 1935 en lid van de Koninklijke Vlaamse Academie voor Taal- en Letterkunde op 5 juli 1939. Van 1941 tot 1948 was hij lid van de Koninklijke Commissie voor Monumenten en Landschappen in de provincie Brabant en in 1945 werd hij lid van de Maatschappij der Nederlandse Letterkunde in Leiden.
Lindemans hield zich als geschiedkundige vooral bezig met toponymie, familiekunde en parochiaal verleden van zijn streek Brabant (heden: Vlaams-Brabant. In 1911 was hij een van de stichters van het nog bestaande geschiedenistijdschrift "Eigen Schoon en de Brabander". Dit tijdschrift behandelde de geschiedenis van West-Brabant. Hij publiceerde veelvuldig over familiekunde, plaatselijke geschiedenis, toponymie en filologie.

## Eerbetoon
Lindemans werd in 1958 grootofficier in de Leopoldsorde (na eerdere ordetekens als ridder, officier en commandeur) en was officier in de Orde van Leopold II.

## Familie
Lindemans was gehuwd met Maria Van Nuffel en samen hadden ze negen kinderen waaronder de oudste tweelingbroers kerkjurist Jan en arts Paul, volksvertegenwoordiger en senator Leo en Scheutist Steven Lindemans.
- Digitale Bibliotheek voor de Nederlandse Letteren: lind010
- Gemeinsame Normdatei: 1030193967
- Library of Congress Control Number: n92048446
- Nederlandse Thesaurus van Auteursnamen: 072564873
- Système universitaire de documentation: 129762776
- Virtual International Authority File: 50880677
- WorldCat: E39PBJwmTYRp48PDMWvfbWTfv3